# PGC 9400
LEDA/PGC 9400 ist eine Galaxie im Sternbild Dreieck am Nordsternhimmel. Sie ist schätzungsweise 790 Millionen Lichtjahre von der Milchstraße entfernt und hat einen Durchmesser von etwa 140.000 Lichtjahren.
Im selben Himmelsareal befinden sich u. a. die Galaxien NGC 931, NGC 940, PGC 937, PGC 9476.